# Eric Clapton (Album)
Eric Clapton ist das erste Soloalbum des britischen Rockmusikers Eric Clapton. Es erschien im August 1970.

## Hintergrund
Nach zahlreichen Erfolgen mit den Yardbirds, den Bluesbreakers, Cream und Blind Faith nahm Clapton 1970 sein Debütalbum auf. Die Aufnahmen begannen im Januar 1970 im Village Recorders Studio in West Los Angeles. Weitere Aufnahmen fanden im März 1970 in den Island Studios in London statt. Zuvor hatte die Band bereits im November 1969 im Olympic Studio in London zusammengespielt. Aufnahmen dieser ersten Session wurden erst später veröffentlicht.
Ein Großteil der beteiligten Musiker war zuvor gemeinsam mit Delaney & Bonnie aufgetreten. Diese Band trat als Vorgruppe von Blind Faith auf, der sich Clapton nach seinem Ausstieg bei Cream angeschlossen hatte. Ebenfalls 1970 gründete Clapton Derek and the Dominos, denen neben ihm auch die Delaney-&-Bonnie-Musiker Carl Radle, Bobby Whitlock und Jim Gordon angehörten.

## Instrumentierung
Clapton testete auf diesem Album erstmals die Stratocaster; dieses Gitarrenmodell nutzt er bis heute. Brownie war der Prototyp für die Gitarre Blackie.

## Artwork
Das Albumcover zeigt Clapton in einem renovierten Raum, in dem Teppiche liegen und eine Leiter sowie ein Stuhl stehen. Clapton sitzt mit einer Zigarette in der rechten Hand und seiner Fender Stratocaster Brownie auf einem Stuhl. 

## Titelliste

### Original (1970)
Die Originalveröffentlichung des Albums hatte die folgenden Stücke (Laufzeitangaben entsprechend der Labelaufdrucke).
| Seite A 1. Slunky (Clapton/Bramlett) – 3:40 2. Bad Boy (Clapton/Bramlett) – 4:17 3. Lonesome and a Long Way from Home (Russell/Bramlett) – 4:00 4. After Midnight (Cale) – 3:15 5. Easy Now (Clapton) – 2:55 6. Blues Power (Clapton/Russell) – 3:45 | Seite B 1. Bottle of Red Wine (Clapton/Bramlett) – 2:55 2. Lovin’ You Lovin’ Me (Clapton/Bramlett) – 3:45 3. I’ve Told You for the Last Time (Bramlett/Bramlett/Cropper) – 2:30 4. Don’t Know Why (Clapton/Bramlett) – 3:35 5. Let It Rain (Clapton/Bramlett) – 5:17 |

### Deluxe-Version (2006)
2006 veröffentlichte Polydor eine Deluxe-Version mit zusätzlichen Aufnahmen sowie der ursprünglich zur Veröffentlichung vorgesehenen Abmischung von Delaney Bramlett. Die Längenangaben der Stücke unterscheiden sich teilweise deutlich von der Erstveröffentlichung. Die Bonustracks der CD 1 waren zuvor überwiegend bereits veröffentlicht worden. Blues in A erschien 1999 auf dem Album Eric Clapton: Blues. Teasin´ war bereits 1970 eine Single von King Curtis, die in der Besetzung Curtis, Clapton, Bramlett, Radle und Gordon eingespielt wurde. Lediglich She Rides wurde auf der Deluxe-Version erstmals veröffentlicht. Die Aufnahmen der CD 2 hingegen waren zuvor meist unbekannt. Vom Alternativ-Mix von Delaney Bramlett war lediglich After Midnight bekannt, da es auf der 4-CD-Box Crossroads enthalten war. Comin' Home und Groupie (Superstar) erschienen 1969 als Single von Delaney & Bonnie. Auf diesen Aufnahmen ist zusätzlich Dave Mason an der Gitarre zu hören. Die übrigen Musiker waren auch an Eric Clapton beteiligt.
| CD 1 The Released Mix – Mixed by Tom Dowd 1. Slunky – 3:33 2. Bad Boy – 3:33 3. Lonesome and a Long Way from Home – 3:29 4. After Midnight – 2:51 5. Easy Now – 2:57 6. Blues Power – 3:08 7. Bottle of Red Wine – 3:06 8. Lovin’ You Lovin’ Me – 3:19 9. I’ve Told You for the Last Time – 2:30 10. Don’t Know Why – 3:10 11. Let It Rain – 5:02 Additional Material 1. Blues in "A" (Clapton) – 10:25 2. Teasin’ (Bramlett/Ousley) – 2:14 (King Curtis with Delaney Bramlett, Eric Clapton & Friends) 3. She Rides (Bramlett/Clapton) – 5:08 (unveröffentlichte Originalversion von Let It Rain) | CD 2 The Previously Unreleased Original Mix – Mixed by Delaney Bramlett 1. Slunky – 3:33 2. Bad Boy – 3:41 3. Easy Now – 2:57 4. After Midnight – 3:17 5. Blues Power – 3:19 6. Bottle of Red Wine – 3:06 7. Lovin’ You Lovin’ Me – 4:03 8. Lonesome and a Long Way from Home – 3:48 9. Don’t Know Why – 3:43 10. Let It Rain – 5:03 Additional Material 1. Don’t Know Why – 5:12 (unveröffentlichte Version aus den Olympic Studios) 2. I’ve Told You for the Last Time – 6:46 (unveröffentlichte Version aus den Olympic Studios) a 3. Comin’ Home (Bramlett/Clapton) – 3:14 (Delaney & Bonnie and Friends featuring Eric Clapton) 4. Groupie (Superstar) (Bramlett/Russell) – 2:48 (Delaney & Bonnie and Friends featuring Eric Clapton) a Gesang: Delaney Bramlett |

## Rezeption
Allmusic-Kritiker Stephen Thomas Erlewine vergab 4,5 von fünf möglichen Bewertungseinheiten für das Album. Er kommentierte: „Es ist schön zu sehen, wie Clapton zu einem abgerundeten Musiker wächst, jedoch hätte das Album längere Gitarrensoli gebraucht. Unterm Strich bräuchte es etwas mehr von Claptons Persönlichkeit.“

## Kommerzieller Erfolg

### Chartplatzierungen
Das Album erreichte Platz sechs der britischen Albumcharts und platzierte sich auf Rang 13 der Billboard 200 sowie auf Platz 17 in der norwegischen Hitparade. Im deutschsprachigen Raum erreichte das Album erst nach Wiederveröffentlichung im Jahr 2021 die Charts.
| ChartsChartplatzierungen       | Höchstplatzierung | Wochen |
| ------------------------------ | ----------------- | ------ |
| Deutschland (GfK)              | 23 (1 Wo.)        | 1      |
| Österreich (Ö3)                | 49 (1 Wo.)        | 1      |
| Schweiz (IFPI)                 | 14 (1 Wo.)        | 1      |
| Vereinigte Staaten (Billboard) | 13 (32 Wo.)       | 32     |
| Vereinigtes Königreich (OCC)   | 14 (8 Wo.)        | 8      |

### Auszeichnungen für Musikverkäufe
| Land/Region               | Auszeichnungen für Musikverkäufe (Land/Region, Auszeichnung, Verkäufe) | Verkäufe |
| ------------------------- | ---------------------------------------------------------------------- | -------- |
| Japan (RIAJ)              | —                                                                      | 1.000    |
| Vereinigte Staaten (RIAA) | Gold                                                                   | 500.000  |
| Insgesamt                 | 1× Gold ·                                                              | 501.000  |

Hauptartikel: Eric Clapton/Auszeichnungen für Musikverkäufe